# Strix fulvescens
Strix fulvescens là một loài chim trong họ Strigidae.